# ۵۰۲ داون تاونر
۵۰۲ داون تاونر (انگلیسی: 502 Downtowner) یک مسیر تراموا در سیستم تراموای تورنتو بود که توسط کمیسیون حمل و نقل تورنتو در تورنتو، انتاریو، کانادا اداره می‌شد. از حلقه بینگهام در خیابان ویکتوریا پارک و جاده کینگستون (تورنتو) در محله ساحل تا مک کال لوپ در مرکز شهر تورنتو ادامه داشت. از سپتامبر ۲۰۱۹، تمام خدمات تراموا در امتداد جاده کینگستون در مسیر ۵۰۳ خیابان کینزتون ادغام شد.